# NGC 4757
NGC 4757 ist eine 14,1 mag helle, linsenförmige Galaxie vom Hubble-Typ S0 im Sternbild Jungfrau an der Ekliptik.

Im selben Himmelsareal befinden sich u. a. die Galaxien NGC 4742, NGC 4760, NGC 4766, NGC 4781. 
Das Objekt wurde im Jahr 1882 von Ernst Wilhelm Leberecht Tempel entdeckt.